# ドロガメ科
ドロガメ科（ドロガメか、Kinosternidae）は、爬虫綱カメ目に属する科。模式属はドロガメ属。

## 分布
北アメリカ大陸と南アメリカ大陸にのみ生息する。ドロガメ属を除く3属は北アメリカ大陸にのみ生息する。

## 形態
最大種はスジオオニオイガメで最大甲長46cm。最小種はヒラタニオイガメで最大甲長11.5cm。腹甲は11枚以下の甲板で形成される。ハラガケガメを除いて腹甲に蝶番があるが、ニオイガメ属は蝶番が不明瞭で腹甲を折り曲げて完全に蓋をすることはできない。一方ドロガメ属はカメ目では唯一腹甲に2つの蝶番がある。

## 分類
現生のカメ目ではミトコンドリアDNAの塩基配列解析による分子系統学の研究ではメキシコカワガメ科に最も近縁とされる。

### ドロガメ亜科　Kinosterninae
ドロガメ属　Kinosternon
- Kinosternon acutum　ハナナガドロガメ　Tabasco mud turtle
- Kinosternon alamosae　アラモスドロガメ　Alamos mud turtle
- Kinosternon angustipons　キンタロドロガメ　Narrow-Bridged mud turtle
- Kinosternon baurii　ミスジドロガメ　Striped mud turtle
- Kinosternon chimalhuaca　ハリスコドロガメ　Jalisco mud turtle
- Kinosternon creaseri　クリーザードロガメ　Creaser's mud turtle
- Kinosternon cruentatum　ホオアカドロガメ　Red-cheeked mud turtle
- Kinosternon dunni　ダンドロガメ　Dunn's mud turtle
- Kinosternon flavescens　キイロドロガメ　Yellow mud turtle
- Kinosternon herrerai　ハーレラドロガメ　Herrara's mud turtle
- Kinosternon hirtipes　ザラアシドロガメ　Mexican rough-footed mud turtle
- Kinosternon integrum　サラドロガメ　Mexican mud turtle
- Kinosternon leucostomum　シロクチドロガメ　White-lipped mud turtle
- Kinosternon oaxacae　オアハカドロガメ　Oaxaca mud turtle
- Kinosternon scorpioides　サソリドロガメ　Scorpion mud turtle
- Kinosternon sonoriense　ヒゲナガドロガメ　Sonoran mud turtle
- Kinosternon subrubrum　トウブドロガメ　Eastern mud turtle

ニオイガメ属　Sternotherus
- Sternotherus carinatus　カブトニオイガメ　Razorback musk turtle
- Sternotherus depressus　ヒラタニオイガメ　Flattened musk turtle
- Sternotherus minor　ヒメニオイガメ　Loggerhead musk turtle
- Sternotherus odoratus　ミシシッピニオイガメ　Common musk turtle

### オオニオイガメ亜科　Staurotypinae
ハラガケガメ属　Claudius
- Claudius angustatus　ハラガケガメ　Narrow-bridged musk turtle

オオニオイガメ属　Staurotypus
- Staurotypus salvinii　サルヴィンオオニオイガメ　Chiapas giant musk turtle
- Staurotypus triporcatus　スジオオニオイガメ　Mexican giant musk turtle

## 生態
河川や池沼などに生息し水棲傾向が強い種が多い（特にドロガメ属を除く3属）。とはいえ水中で遊泳するよりは、浅瀬の水底を歩き回るような生活を送る。種によっては産卵以外では、ほとんど陸に上がらないこともある。
食性は動物食もしくは雑食で、昆虫類、甲殻類、貝類、魚類、両生類、小型のカメ、動物の死骸、果実などを食べる。
繁殖形態は卵生。ドロガメ亜科は性染色体を持たず発生時の温度で雌雄が決定（温度性決定）するが、オオニオイガメ亜科は少なくともオオニオイガメ属は異型性染色体を持ち発生時の温度に雌雄が左右されない（染色体性決定）。

## 人間との関係
ペットとして飼育されることもあり、日本にも輸入されている。ベアタンクやアクアリウム、アクアテラリウムで飼育される。顎の力が強く協調性がない種が多いため、基本的には単独で飼育する。